# Pterolophia variolosa
Pterolophia variolosa là một loài bọ cánh cứng trong họ Cerambycidae.